# 베를린의 공항
독일의 수도인 베를린 주변에 위치한 이전 및 현재 공항은 다음과 같다.

## 현재
- 베를린 브란덴부르크 공항

## 예전
- 베를린 쇠네펠트 공항
- 베를린 테겔 공항
- 베를린 템펠호프 공항